# Catabolismo
Con il termine catabolismo (dal greco antico καταβάλλειν?, katabállein, "demolire") si intende l'insieme dei processi metabolici che hanno come prodotti sostanze strutturalmente più semplici e povere di energia, mentre quella in eccesso viene liberata sotto forma di energia chimica (ATP) ed energia termica. Il suo opposto è l'anabolismo.

## Descrizione
Il catabolismo comprende processi quali:
- l'idrolisi delle macromolecole;
- la glicolisi;
- la β-ossidazione degli acidi grassi;
- il ciclo dell'urea;
- un esempio di catabolismo è la respirazione cellulare, dove la molecola altamente energetica del glucosio (C6H12O6) viene scissa in molecole di acqua e anidride carbonica, ricavando 30 o 32 molecole di ATP (questa differenza di 2 molecole di ATP è dovuta al tipo di shuttle utilizzato nella respirazione cellulare: se è il malato saranno 32, se è il glicerolo-3-fosfato saranno 30).

I prodotti finali del catabolismo sono detti cataboliti, e il loro smaltimento è detto escrezione.
Nella cellula vengono accoppiate le reazioni esoergoniche con quelle endoergoniche. La molecola di scambio più distribuita in ogni forma di vita è rappresentata dall'ATP.
Il metabolismo energetico (catabolico) si divide in tre stadi. Nel primo (digestione di macromolecole), i grassi, polisaccaridi e proteine vengono ridotti rispettivamente ad acidi grassi e glicerolo, glucosio e amminoacidi. All'interno di ciascuna formula si riesce ad individuare una parte comune, il gruppo acetato. Lo ione acetato, per viaggiare nel nostro organismo, ha bisogno di un trasportatore che sia in grado di tamponare l'acidità del gruppo, che è poco compatibile con il pH cellulare. Questo trasportatore è il coenzima A.
La sua funzione è simile a quella dell'ATP. Il catabolismo è un complesso processo chimico di riduzione e disintegrazione delle sostanze alimentari complesse che vengono scisse in molecole semplici con conseguente rilascio di energia, spesso a discapito della massa muscolare. Oltre a produrre energia questo particolare processo assicura anche l'eliminazione di alcune sostanze di scarto, ormai non più utilizzabili.
Quando si lega allo ione acetato diventa Acetil CoA. Nel terzo stadio l'Acetil CoA è completamente ossidato per produrre anidride carbonica nel ciclo di Krebs, acqua nella catena respiratoria e ATP nella fosforilazione ossidativa.
Nel processo di glicosilazione, il glucosio del sangue reagisce in un ambiente a ph acido con le proteine dei muscoli, del collagene e le altre proteine tissutali, denaturandole.
I principali ormoni catabolizzanti sono glucagone, adrenalina e cortisolo.